# Rödhuvad falk
Rödhuvad falk (Falco chicquera) är en fågel i familjen falkar inom ordningen falkfåglar med tudelad utbredning i Afrika söder om Sahara samt på Indiska subkontinenten. Vissa behandlar de afrikanska och asiatiska populationerna som skilda arter.

## Utseende

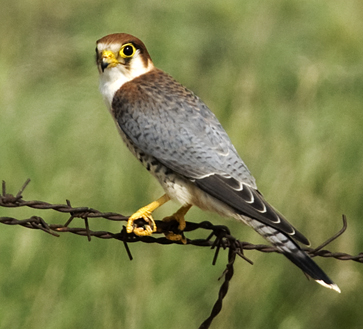
En ung rödhuvad falk av nominatformen.

Denna art är en medelstor (30-36 cm), långvingad falk med starkt roströd hjässa och nacke. Ovansidan är blågrå med svarta vingpennor, medan undersidan är tätt svartbandat vit. Stjärten har smala band, längst ut ett svart vitspetsat ändband. Vid vila når inte vingspetsarna stjärtspetsen. Ben, ögonring och vaxhuden mellan näbb och öga är gula. Näbben är gröngul längst in men svart ut i spetsen. Ungfåglar är beigefärgade under med mindre utbredd bandning och inte lika bjärt ovansida.'
De afrikanska och asiatiska populationerna (som möjligen utgör två arter, se nedan) skiljer sig åt. Afrikanska fåglar av underartsgruppen ruficollis  har svart mustaschstreck, ett rostfärgad bröstband och är bandad även på ovansidan. Hos den asiatiska nominatformen är istället mustaschstrecket rostfärgat bröstbandet saknas och ovansidan är enfärgad. Hos den senare går även det röda i nacken längre ner mot manteln.

## Underarter och deras utbredning
Rödhuvad falk delas in i tre underarter med följande utbredning:
- Falco chicquera chicquera – förekommer från Iran till Indien, Nepal och Bangladesh
- ruficollis-gruppen
  - Falco chicquera ruficollis – förekommer från Senegal och Gambia till Etiopien, Somalia, Zambia och norra Moçambique
  - Falco chicquera horsbrughi – förekommer från Zimbabwe och södra Moçambique till Angola och norra Sydafrika

Statusen i Iran är dock osäker, där den tros ha häckat i slutet av 1800-talet men inga säkra fynd sedan 1898. Arten har även tillfälligt påträffats vintertid i norra Sri Lanka samt i Myanmar. 

## Taxonomi och systematik
Arten beskrevs utifrån ett specimen som François Levaillant fått från Chandernagore i Bengalen, där han fått höra att den kallades "Chicquera". dock felaktigt eftersom detta namn troligen snarare syftar på shikran. Levaillant använde sig inte av vetenskapliga artnamn utan kallade den Le Chicquera. Istället var det François Marie Daudin som beskrev arten och gave den namnet Falco chicquera år 1800.

### Släktskap
Tidigare författare placerade arten i släktet Aesalon tillsammans med stenfalken. DNA-studier visar dock att de inte är nära släkt. Istället är rödhuvad falk systerart till gruppen storfalkar, som bland annat innehåller pilgrimsfalk, slagfalk och jaktfalk.

### En eller två arter?
Genetiska studier visar att de indiska och afrikanska populationerna har varit åtskilda i nästan en miljon år. Detta i kombination med allopatrisk utbredning samt tydliga morfologiska skillnader gör att vissa behandlar dem som skilda arter, exempelvis Birdlife International och internationella naturvårdsunionen IUCN.

## Levnadssätt
I Afrika påträffas den rödhuvade falken i halvöken, savann och liknande torrt landskap med spridda träd, men även flodnära skog. Fågeln ses ofta nära palmen Borassus aethiopum där den också häckar. Den är mestadels stannfågel, men rör sig nomadiskt efter väderlek. I Indien ses den i öppet landskap, är ej associerade med Borassus-palmer och påträffas ofta till skillnad från i Afrika ofta nära bebyggelse.

### Föda
Rödhuvad falk lever huvudsakligen av småfåglar, men även möss. ödlor och större insekter. En studie i Bangladesh visade att adulta fåglar i huvudsak livnärde sig på små, sparvstora fåglar (72%) samt fladdermöss av släktet Pipistrellus (28%). Den jagar vanligen i par, ofta i gryning och skymning, ibland med en speciell teknik där en individ flyger lågt och skrämmer upp småfåglar medan den andra följer efter högre upp och fångar dem. Ibland kan den ses stjäla byten från andra medelstora rovfåglar.

## Häckning
Arten häckar från januari till mars i Indien, i Zambia från augusti. Paret har det ovanliga beteendet att uppvakta varandra genom att honan matar hanen.
I Indien bygger den sitt bo i en trädklyka i ett högt träd, gärna mango och ofta nära bebyggelse. Honan lägger tre till fem ägg och ungarna blir flygga efter upp till 48 dagar.
I Afrika placeras boet i kronan av ett palmträd. Den har även setts återanvända andra fåglars bon som svartvit kråka eller skrikfiskörn. Endast honan ruvar de två till fyra äggen, i 32-34 dagar. Hanen förser honan med mat som hon ger vidare till ungarna. De blir flygga efter 35-37 dagar.

## Status och hot
Sedan 2014 urskiljer Birdlife International och naturvårdsunionen IUCN ruficollis-gruppen som den egna arten "rödnackad falk". Därmed hotkategoriseras de var för sig. Den indiska populationen minskar i antal till följd av habitatförstörelse och uppskattas bestå av tiotusentalet individer. IUCN kategoriserar den därför som nära hotad (NT). Den afrikanska populationen minskar också, men inte tillräckligt för att den ska betraktas som hotad, vilket gör att den istället kategoriseras som livskraftig.